# Mazyr
Mazyr (hviderussisk: Мазы́р, tr. Mazyr; russisk: Мозырь, tr. Mozyr) er en by i Homel voblast i Hviderusland. Byen ligger ved floden Pripjat omtrent 210 km øst for Pinsk. Byen har 105.152(2024) indbyggere.

## Historie
Mazyr er en af de ældste byer i det historiske Rutenien. Byen blev første gang nævnt i 1155 som en del af Storfyrstendømmet Vladimir-Suzdal, og derefter Kijevriget. Byen blev i 1200-tallet erobret af Storfyrstendømmet Litauen. Oprindeligt var Mazyr en lille landsby, men i løbet af 1400-tallet udvikledes Mazyr til en by, der fik tildelt Magdeburgrettigheder først af kong Stefan Báthory af Polen i 1577 og derefter af kong Sigismund III af Polen 1609. På trods af at Mazyr var blevet ødelagt af russiske styrker to gange (i 1525 og 1654), fortsatte den med at vokse og efter Lublinunionen blev den et vigtigt center for administration og handel, samt et sæde for en powiat (dansk: ~ amt). I 1648 sluttede byen sig til  Khmelnytskyopstanden. Mellem 1723 og 1726 oprettede jesuitterne en skole i Mazyr som en del af jesuitter akademiet i Vilnius. Efter jesuitterordenens undertrykkelse i 1773 blev skolen sekulariseret og fortsatte med at eksistere som et gymnasium.

## Nyere tid
Byen ligger 100 km nordvest for Tjernobyl og blev hårdt ramt af radioaktivt nedfald ved Tjernobylulykken i 1986.
Mazyr er kendt i Hviderusland for sine olieraffinaderier, mekaniske værksteder og fødevareindustri. Verdens længste rørledning til olie, Druzjbarørledningen, kommer hertil fra Samara i Rusland og deler sig i to i Mazyr. Den ene del fortsætter til Polen og Tyskland, den anden til Ukraine, Slovakiet, Tjekkiet og Ungarn.